# 渭淵青年站
渭淵青年站（韓語：위연청년역）是朝鮮民主主義人民共和國兩江道惠山市渭淵洞的一個鐵路車站，属于三池淵線和白頭山青年線。

## 历史
- 1937年11月1日，开通使用[1]。

## 邻近车站
三池淵線
渭淵青年站 - 樺田站
白頭山青年線
劍山里站 - 渭淵青年站 - 惠山青年站